# 共和分
共和分（きょうわぶん、英: cointegration）とは時系列変数の集まり (X1, X2, ..., Xk) が持つ統計学的性質である。まず、共和分を持つ全ての系列は1次の和分過程でなくてはならない（単位根を参照）。次に、この系列の線形結合が0次の和分過程（定常過程ということ）ならば、この時系列は共和分していると言う。厳密には、もし変数 (X, Y, Z) が全て1次の和分過程であり、ある係数 a,b,c が存在して aX+bY+cZ が0次の和分過程となるならば、(X, Y, Z) は共和分しているという。時系列はしばしば確率的にしろ非確率的にしろトレンドを持つ。チャールズ・ネルソンとチャールズ・プロッサーが行った研究では、アメリカの多数のマクロ経済時系列（例えば、GNP、賃金、雇用者数など）は確率的なトレンドを持つ、すなわち単位根過程であるか、1次の和分過程であった。彼らはまたこれらの単位根過程が標準的ではない統計的性質を持っている事を示した。この結果から、伝統的な計量経済学の手法をこれらの系列に適用することは出来ないということが明らかとなった。

## イントロダクション
もし二つ、もしくはそれ以上の系列がそれぞれ（時系列的な意味で）和分過程であり、その線形結合によって和分の次元を下げることができるのであれば、その系列は共和分していると言う。一般的な説明として、それぞれの系列が1次の和分過程 (I(1)) であるが、ある係数の（共和分）ベクトルが存在して定常なそれらの系列の線形結合が作れる場合を言っている。例えば、株価指数とその先物取引における価格は時間を通じて変動し、それぞれ大体ランダムウォークに従う。先物価格とスポット価格の間に統計的に有意な関係が存在するという仮説の検定はこの二つの系列の共和分された組み合わせが存在するかという検定によってなされる。

### 歴史
回帰の妥当性を評価するために決定係数を用いる事は、トレンド付き時系列においては大きく誤った結果を導き得る。1980年代以前は多くの経済学者がデトレンドされた非定常時系列データに対して線形回帰法を用いていたが、ノーベル経済学賞受賞者のクライヴ・グレンジャーとポール・ニューボールドにより、標準的なデトレンド法では系列は非定常のままでありうることもあるため、見せかけの回帰をもたらす危険な方法であることを示した。グレンジャーが1987年にロバート・エングルと提出した論文では、共和分ベクトルを用いたアプローチが定式化され、共和分という用語が名づけられた。
1次の和分過程（単位根過程）I(1) について、グレンジャーとニューボールドはデトレンド法が見せかけの回帰問題を除去する上では機能せず、共和分関係を調べることがより良い方法であるということを示した。I(1) である二つの系列のトレンドは本当に関係がある時だけ共和分しうる。ゆえに時系列回帰についての現在の標準的な方法論においてはすべての時系列が和分過程であるかどうかを確かめている。もし回帰関係の両側において I(1) の系列が存在するならば、回帰は間違った結果を導き得る。
単位根（つまり、少なくとも1次のオーダーで和分されているということ）を持つ二つの系列の間の関係についての仮説を検定する方法を取るのならば、共和分の潜在的な存在の可能性については考慮しなくてはならない。非定常な変数間の関係についての仮説を検定する普通の方法は、最小二乗法をデータに対して適用する事であったが、これは間違っている。もし二つの非定常な変数が共和分されているのであれば、この方法にはバイアスが存在する。
例えば、ある国（例えばフィジー）の消費系列をランダムに選んだ全く異なる国（例えばアフガニスタン）のGNPに対して回帰を行うと、決定係数は高くなる（よってアフガニスタンのGNPはフィジーの消費に対して高い説明力を持つことが推測される）。これを見せかけの回帰と呼ぶ。より数学的に厳密に言えば、二つの統計的に独立な単位根過程 I(1) は、有意な相関を示してしまう。この現象を見せかけの回帰と呼ぶ。

## 検定
共和分の検定法には主に3つの方法がある。

### エンゲル–グレンジャーの検定
{\displaystyle x_{t}} と {\displaystyle y_{t}} が共和分しているならば、それらの変数のある線形結合は定常でなくてはならない。言い換えると、
{\displaystyle y_{t}-\beta x_{t}=u_{t}\,}
であり、ここで {\displaystyle u_{t}} は定常である。
もし、{\displaystyle u_{t}} が分かっているのならば、定常性の検定、たとえばディッキー–フラー検定やフィリップス–ペロン検定を行える。しかし、{\displaystyle u_{t}} は事前にはわからないのでまずそれを、一般的には最小二乗法を使って、推定しなくてはならない。そして推定した {\displaystyle u_{t}}、しばしば {\displaystyle {\hat {u}}_{t}} と表す、に対して定常性の検定を行う。
2回目の回帰は最初の回帰における誤差項に対して行い、ラグ残差 {\displaystyle {\hat {u}}_{t-1}} を説明変数として含む。

### ヨハンセンの手順
ヨハンセンの手順は、エンゲル–グレンジャーの検定とは違って、一つ以上の共和分関係に対しても適用できる共和分検定である。しかしこの検定は漸近的性質、つまり大標本に基づく理論である。サンプルサイズが小さすぎると、ヨハンセンの手順の結果は信用できないので、Auto Regressive Distributed Lags (ARDL) と呼ばれる方法を用いるべきである。

### Phillips–Ouliarisの共和分検定
ピーター・フィリップス (統計学者)とSam Ouliaris (1990) は推定された共和分している残差に対して適用される残差ベースの単位根検定は、共和分が存在しないという帰無仮説の下で通常のディッキー–フラー分布に従わないことを示した。帰無仮説の下での見せかけの回帰現象のため、これらの検定の分布は（1）非確率的トレンド項の数と（2）共和分関係を検定する変数の数に依存する漸近分布を持つ。この分布はPhillips–Ouliaris分布として知られ、棄却値も計算されている。有限標本においてはこれらの漸近的な棄却値を使用するよりも、シミュレーションにより棄却値を作る方が推奨される。

### 複数の共和分
実践上は、共和分関係は2つの I(1) 系列に対してしばしば用いられるが、より一般的に適用でき、（関係の加速度もしくは他の2階差分効果を調べるために）より高い次数の和分過程にも使える。複数の共和分（英: multicointegration）は二つ以上の変数に対して共和分の方法を拡張し、時おり異なる次数で和文されている変数に対しても用いられる。

### 長期時系列における変数のシフト
共和分検定は共和分ベクトルが期間を通じて一定であると仮定している。実際は、変数間の長期的関係は変化しうる（その変化は共和分ベクトルを通して現れる）。その理由は技術革新、経済危機、人々の選好や振る舞いの変化、政策やレジームの変化、組織または制度上の発展などだろう。特にサンプル期間が長い場合はこのようなことが起こり得る。この問題を考慮に入れる為、一つ、ないしは複数の未知の構造変化を伴う共和分関係に対する検定が導入されている。